# Rhizotrogus iglesiasi
Rhizotrogus iglesiasi é uma espécie de insetos coleópteros polífagos pertencente à família Melolonthidae.
A autoridade científica da espécie é Baguena Corella, tendo sido descrita no ano de 1955.
Trata-se de uma espécie presente no território português.